# Анні Сван
Анні Сван (фін. Anni Emilia Swan; 4 січня 1875 —24 березня 1958) — фінська дитяча письменниця і перекладачка. 

## Життєпис
Анні Сван народилася в 1875 в Гельсінкі.  
Її батьками був Карл Густав Сван, відомий діяч культури і засновник першої газети Лаппеенранта, і Емілія Малин. У Анні було восьмеро сестер. 
Сім'я Сван жила в Лаппеенранта з 1884. Емілія Малин була любителькою літератури і змалку привчала своїх дочок читати. Анні відвідувала школу для дівчаток Helsingin Suomalainen Yhteiskoulu в Міккелі і закінчила її в 1895. Після закінчення школи вона 1900 знайшла роботу вчительки початкових класів у Ювяскюля, після чого працювала в Гельсінкі з 1901 по 1916. У 1907 вийшла заміж за письменника Отто Маннінена. У цьому шлюбі народилося троє синів, молодший з яких, Мауно Маннінен, став поетом і художником. 
Анні Маннінен випустила свою першу дитячу книгу «Satuja» («Казки») в 1901. Її перша книга для підлітків, частково заснована на спогадах її батька, під назвою «Tottisalmen perillinen» ( «Спадкоємець Тоттісалмі»), була опублікована в 1917. До інших відомих книг Анні відносяться «Iris rukka» («Бідний Iris»), «Ollin oppivuodet» ( «Учнівство Оллі») і «Sara ja Sarri» («Сара і Саррі»). У своїх творах письменниця порівнює бідних і багатих, хороших і поганих людей. Найчастіше головні герої творів стикаються з проблемами при зустрічі з людьми іншого соціального класу. Герої творів Анні Сван, написаних для дітей і дорослих, — сміливі і спритні, вони ставали зразком для наслідування для героїв і героїнь у художній літературі, написаній іншими авторами. 
Крім літературної діяльності Анні Сван була редакторкою дитячих журналів «Pääskynen» (в 1907—1918) і «Nuorten toveri / Sirkka» (1919—1945), займалася перекладацькою діяльністю: наприклад, перекладала казки братів Грімм, разом з чоловіком в 1906 вперше переклала на фінською мовою «Алісу в країні чудес» Льюїса Керролла. 
Анні Сван померла в 1958 в Гельсінкі. У 1961 був заснований приз її імені (Anni Swan — mitali), який присуджують кращим художнім творам для дітей і підлітків, написаним фінською або шведською мовою. 
На честь Анні Сван названі вулиці в Міккелі і Лаппеенранта, а також парк в Кангасніемі. 